# Torreskungsfiskare
Torreskungsfiskare (Todiramphus sordidus) är en fågel i familjen kungsfiskare inom ordningen praktfåglar.

## Utseende
Torreskungsfiskare är en stor kungsfiskare med varierande fjäderdräkt. Den verkar dock alltid mycket grönare och brunare än både skogskungsfiskare och helig kungsfiskare som den delar utbredningsområde med. Framför ögat syns en ljus fläck som hos olikt andra kungsfiskare inte sträcker sig bak över ögat.

## Utbredning och systematik
Torreskungsfiskare delas in i tre underarter med följande utbredning:
- T. s. pilbara – västra Australien (Exmouth Gulf till floden Turners utlopp)
- T. s. sordidus – södra Nya Guinea, Aruöarna och kustnära norra Australien
- T. s. colcloughi – Queenslands mellersta kust söderut till nordöstra New South Wales

Tidigare betraktades den som en underart till halsbandskungsfiskare (T. chloris). 

## Levnadssätt
Torreskungsfiskaren är kustbunden och ses enbart utmed mangroveträsk och intilliggande tidvattenslätter och klipphyllor.

## Status
Internationella naturvårdsunionen IUCN erkänner inte torreskungsfiskaren som art, varför den inte placeras i någon hotkategori.